# Oxymesterone
Oxymesterone (INN, BAN) (tên thương hiệu Anamidol, Balnimax, Oranabol, Sanaboral, Theranabol, Tubil), còn được gọi là methandrostenediolone, cũng như 4-hydroxy-17α-methyltestosterone hoặc 17α-methylandrost diol-3-one, là một steroid đồng hóa-androgenic hoạt động bằng đường uống (AAS). Nó được biết đến vào năm 1960.